# PRETTY EYES
「PRETTY EYES」（プリティー・アイズ）は、日本の女性歌手hitomiの10枚目のシングルである。1997年10月1日発売。規格品番はAVDD-20207。本体価格は971円。

## 解説
- 三貴「銀座ジュエリーマキ エステートツインジュエリー」CMソングとして、1997年9月上旬から11月下旬まで使用されていた。なお、三貴は翌1998年を最後にTVCMの放映を中止しており、ほぼ最後期のCMソングのひとつでもある。
- hitomiの企画でPV撮影とジャケット撮影はスペインで行われた。
  - hitomiはPV集「nine clips」を当時リリースしていたが、本曲は収録されず、また、次作PV集「nine clips 2」でも本曲と次作『空』、次々作『progress』が収録されず、収録されたのは10年後の2007年に発売されたベストアルバム・PV集『peace』だった。
- 当時、hitomiのプロデューサーだった小室哲哉は彼女に自然体な姿で歌ってほしいと、あえて衣装などは考えなかった。マスコミなどにも取り上げられ「自然なhitomi」が話題となった。
- オリジナルアルバム『déjà-vu』、ベスト・アルバム『h』、『peace』に収録されている。

## 収録曲
作詞：hitomi / 作曲：小室哲哉 / 編曲：小室哲哉、久保こーじ / Mixed by Dave Way
1. PRETTY EYES [STRAIGHT RUN] (5:35)
2. PRETTY EYES [MOTOR-PHILLY MIX] (5:27)
3. PRETTY EYES [TV MIX] (5:32)

## 楽曲の収録アルバム
- déjà-vu (#1)
- h (#1)
- peace (#1)